# Antonio Fogazzaro

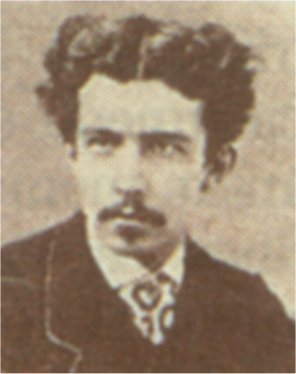
Antonio Fogazzaro

Antonio Fogazzaro (1842-1911) foi um romancista italiano. Sua obra explora os conflitos entre a razão e a fé, sob a luz de um catolicismo liberal. Seu romance Pequeno Mundo Antigo, 1895 (Pequeno Mundo Antigo, ed. por Natalia Correia, Lisboa, 1972) primeiro de uma tetralogia, descreve o destino de um jovem casal apanhado em meio a uma luta de compatriotas italianos para libertar o norte da Itália da dominação austríaca.